# Discografia di FKA twigs
La discografia di FKA twigs, cantautrice britannica, comprende due album in studio, tre EP, un mixtape e 12 singoli, di cui quattro in collaborazione con altri artisti.

## Album in studio
| Anno | Titolo | Posizione massima | Posizione massima | Posizione massima | Posizione massima | Posizione massima | Posizione massima | Posizione massima | Posizione massima |
| Anno | Titolo | UK                | AUS               | FRA               | GER               | IRE               | NLD               | NZ                | US                |
| ---- | --- | ----------------- | ----------------- | ----------------- | ----------------- | ----------------- | ----------------- | ----------------- | ----------------- |
| 2014 | LP1 - Pubblicato: 6 agosto 2014 - Etichetta: Young Turks - Formati: LP, CD, download digitale, streaming         | 16                | 30                | 94                | 50                | 33                | 60                | 38                | 30                |
| 2019 | Magdalene - Pubblicato: 8 novembre 2019 - Etichetta: Young Turks - Formati: LP, CD, download digitale, streaming | 21                | 22                | 11                | 78                | 39                | 55                | 27                | 54                |
| 2025 | Eusexua - Pubblicato: 24 gennaio 2025 - Etichetta: Young Turks - Formati: LP, CD, download digitale, streaming   | 3                 | 59                | —                 | 37                | 28                | 32                | 21                | 24                |

## Extended play
| 2012                                                                                          | EP1 - Pubblicato: 4 dicembre 2012 - Etichetta: Indipendente - Formati: disco fonografico, download digitale    | —   | —  | —  |
| 2013                                                                                          | EP2 - Pubblicato: 17 dicembre 2013 - Etichetta: Young Turks - Formati: disco fonografico, download digitale    | —   | —  | —  |
| 2015                                                                                          | M3LL155X - Pubblicato: 13 agosto 2015 - Etichetta: Young Turks - Formati: disco fonografico, download digitale | 184 | 30 | 63 |
| "—" indica che l'opera non si è classificata o che non è stata pubblicata in quel territorio. | |     |    |    |

## Mixtape
| 2022                                                                                          | Caprisongs - Pubblicato: 14 gennaio 2022 - Etichetta: Young Turks, Atlantic Records - Formati: CD, download digitale, streaming | 126 | 37 | 91 |
| "—" indica che l'opera non si è classificata o che non è stata pubblicata in quel territorio. | |     |    |    |

## Singoli

### Come artista principale
| Anno | Titolo                                       | Album                                         |
| ---- | -------------------------------------------- | --------------------------------------------- |
| 2014 | FKA x Ink. (feat. Inc. No World)             | N.D.                                          |
| 2014 | Two Weeks                                    | LP1                                           |
| 2014 | Pendulum                                     | LP1                                           |
| 2014 | Video Girl                                   | LP1                                           |
| 2015 | In Time                                      | M3LL155X                                      |
| 2016 | Good to Love                                 | N.D.                                          |
| 2019 | Cellophane                                   | Magdalene                                     |
| 2019 | Holy Terrain (feat. Future)                  | Magdalene                                     |
| 2019 | Home with You                                | Magdalene                                     |
| 2019 | Sad Day                                      | Magdalene                                     |
| 2021 | Don't Judge Me (con Headie One & Fred Again) | N.D.                                          |
| 2021 | Measure of a Man (con Central Cee)           | Colonna sonora di The King's Man - Le origini |
| 2021 | Tears in the Club (feat. The Weeknd)         | Caprisongs                                    |
| 2022 | Killer                                       | N.D.                                          |
| 2024 | Eusexua                                      | Eusexua                                       |
| 2024 | Perfect Stranger                             | Eusexua                                       |
| 2024 | Drums of Death (feat. Koreless)              | Eusexua                                       |
| 2025 | Striptease                                   | Eusexua                                       |
| 2025 | Childelike Things (feat. North West)         | Eusexua                                       |
| 2025 | Perfectly                                    | /                                             |

### Come artista ospite
| Anno | Titolo                                                           | Posizione massima | Posizione massima | Posizione massima | Posizione massima | Posizione massima | Posizione massima | Album                   |
| Anno | Titolo                                                           | UK                | AUS               | CAN               | GER               | IRE               | US                | Album                   |
| ---- | ---------------------------------------------------------------- | ----------------- | ----------------- | ----------------- | ----------------- | ----------------- | ----------------- | ----------------------- |
| 2020 | Ego Death (Ty Dolla Sign feat. Kanye West, FKA twigs e Skrillex) | 34                | 68                | 65                | 92                | 41                | 107               | Featuring Ty Dolla Sign |
| 2020 | Sum Bout U (645AR feat. FKA twigs)                               | —                 | —                 | —                 | —                 | —                 | —                 | TBA                     |
| 2024 | Talk To Me (Two Shell feat. FKA twigs)                           | —                 | —                 | —                 | —                 | —                 | —                 | TBA                     |